# United States Southern Command
United States Southern Command (USSOUTHCOM), Förenta Staternas sydkommando, är ett av det amerikanska försvarsdepartementets försvarsgrensövergripande militärkommandon med geografiskt ansvar för militära operationer. USSOUTHCOM bildades 1963 och ansvarar för USA:s militära operationer i Karibien, Latin- och Sydamerika.
Befälhavaren för USSOUTHCOM lyder direkt under USA:s försvarsminister. Högkvarteret för USSOUTHCOM ligger i Miami, Florida.

## Bakgrund
Befälhavaren för U.S. Southern Command har sedan bildandet 1963 lett större militära operationer i invasionen av Grenada 1983 och invasionen av Panama 1989 då Manuel Noriega infångades och fördes inför amerikansk federal domstol.

## Ingående komponenter
- Armékomponent
  - Army South (ARSOUTH)[3]
- Flygvapenkomponent
  - Southern Air Force/12th Air Force (AFSOUTH)[3]
- Marinkårskomponent
  - Marine Forces South (USMARFORSOUTH)[3]
- Flottans komponent
  - Naval Forces Southern Command (USNAVSO)[3]

## Befälhavare
| Nr | Porträtt | Namn                     | Tillträdde        | Avgick              | Försvarsgren | Not   |
| -- | -------- | ------------------------ | ----------------- | ------------------- | ------------ | ----- |
| 1  |          | Andrew P. O'Meara        | Juni 1963         | Februari 1965       | Armén        | [ 2 ] |
| 2  |          | Robert W. Porter Jr.     | Februari 1965     | 18 februari 1969    | Armén        | [ 2 ] |
| 3  |          | George R. Mather         | 18 februari 1969  | 20 september 1971   | Armén        | [ 2 ] |
| 4  |          | George V. Underwood Jr.  | 20 september 1971 | 17 januari 1973     | Armén        | [ 2 ] |
| 5  |          | William B. Rosson        | 17 januari 1973   | 1 augusti 1975      | Armén        | [ 2 ] |
| 6  |          | Dennis P. McAuliffe      | 1 augusti 1975    | 1 oktober 1979      | Armén        | [ 2 ] |
| 7  |          | Wallace H. Nutting       | 1 oktober 1979    | 24 maj 1983         | Armén        | [ 2 ] |
| 8  |          | Paul F. Gorman           | 24 maj 1983       | 1 mars 1985         | Armén        | [ 2 ] |
| 9  |          | John R. Galvin           | 1 mars 1985       | 6 juni 1987         | Armén        | [ 2 ] |
| 10 |          | Frederick F. Woerner Jr. | 6 juni 1987       | 1 oktober 1989      | Armén        | [ 2 ] |
| 11 |          | Maxwell R. Thurman       | 1 oktober 1989    | 21 november 1990    | Armén        | [ 2 ] |
| 12 |          | George A. Joulwan        | 21 november 1990  | Oktober 1993        | Armén        | [ 2 ] |
| –  |          | W. A. Worthington        | Oktober 1993      | 17 februari 1994    | Armén        |       |
| 13 |          | Barry McCaffrey          | 17 februari 1994  | 1 mars 1996         | Armén        | [ 2 ] |
| –  |          | James Perkins            | 1 mars 1996       | 26 juni 1996        | Flottan      |       |
| 14 |          | Wesley Clark             | 26 juni 1996      | 13 juli 1997        | Armén        | [ 2 ] |
| 15 |          | Charles E. Wilhelm       | 25 september 1997 | 8 september 2000    | Marinkåren   | [ 2 ] |
| 16 |          | Peter Pace               | 8 september 2000  | 30 september 2001   | Marinkåren   | [ 2 ] |
| –  |          | Gary D. Speer            | 30 september 2001 | 18 augusti 2002     | Armén        |       |
| 17 |          | James T. Hill            | 18 augusti 2002   | 9 november 2004     | Armén        | [ 2 ] |
| 18 |          | Bantz J. Craddock        | 9 november 2004   | 19 oktober 2006     | Armén        | [ 2 ] |
| 19 |          | James G. Stavridis       | 19 oktober 2006   | 25 juni 2009        | Flottan      | [ 2 ] |
| 20 |          | Douglas M. Fraser        | 25 juni 2009      | 19 november 2012    | Flygvapnet   | [ 2 ] |
| 21 |          | John F. Kelly            | 19 november 2012  | 14 januari 2016     | Marinkåren   |       |
| 22 |          | Kurt W. Tidd             | 14 januari 2016   | 26 november de 2018 | Flottan      |       |
| 23 |          | Craig S. Faller          | 26 november 2018  | 29 oktober 2021     | Flottan      |       |
| 24 |          | Laura J. Richardson      | 29 oktober 2021   | Inkumbent           | Armén        |       |